# Slivnica (Berg)
Slivnica ist der Name eines Mittelgebirgskamms auf der Ostseite des Zirknitzer Sees oberhalb der Ortschaft Cerknica. Der Grat erhebt sich vom Gipfel Gradišče (858 m) bis zum höchsten Gipfel Velika Slivnica (1114 m).

## Geographie
Die Süd- und Südwesthänge sind teilweise mit Laub- und Nadelwald bewachsen. Die Nordhänge fallen steil zum Tal der Cerkniščica ab. Durch allmähliche Aufforstung und Überwucherung schrumpfen Wiesen und Weiden rapide. Von der Spitze des Hügels, der aus Dolomit und teilweise aus Kalkstein besteht, hat man einen schönen Blick auf den Zirknitzer See, die Tallandschaft der Innerkrain Notranjska podolje und die umliegenden Hochebenen. Am Fuß der Slivnica gibt es mehrere Karstquellen.

## Aktivitäten
Direkt unterhalb des Hauptgipfels befindet sich eine bewirtschaftete Berghütte, die sowohl über markierte Wanderwege als auch über die Straße erreichbar ist.
Slivnica ist ein attraktiver Ort für Drachenflieger und Gleitschirmflieger.

## Flora und Mineralien
Die Krainer Lilie (Lilium carniolicum) blüht im Juni in der Slivnica.
Das Gebirge ist ein bekannter Fundort für  die sogenannten Zirknitzer Bergkistalle / Diamanten von Cerknica.